# Upeneus mouthami
Upeneus mouthami Randall & Kulbicki, 2006 è un pesce appartenente alla famiglia Mullidae che proviene dall'oceano Pacifico.